# 片岡飛鳥
片岡 飛鳥（かたおか あすか、1964年10月24日 - ）は、日本のテレビプロデューサー、ディレクター。とぶとりっぷ合同会社代表。
1988年から2022年までフジテレビジョンに勤務しており、退社時は編成局制作センター第2制作室チーフゼネラルプロデューサーに就いていた。東京都新宿区出身、血液型B型。
『めちゃ²イケてるッ!』の番組立ち上げ・企画・制作統括に携わったほか、『はねるのトびら』を作る片岡班（吉田正樹班から分班）を率いた。ニックネームは「業界の帝王」。

## 来歴
『オレたちひょうきん族』に憧れ、筑波大学附属駒場高等学校を経て早稲田大学第一文学部演劇学科卒業後、1988年にフジテレビ入社（同期は杉尾敦弘、青嶋達也、八木亜希子、河野景子、有賀さつき、笹栗実根など）。他局の同期である日本テレビアナウンサーの村山喜彦や元大王製紙代表取締役社長の井川意高は高校の同級生である。フジテレビ入社後は念願叶い、横澤彪率いるひょうきん族スタッフ組に配属され、ADとして活動をスタートさせる。
ADとして、明石家さんまやウッチャンナンチャン、ダウンタウンなどの番組に関わった後、『新しい波』でナインティナイン、よゐこ、極楽とんぼ、オアシズと出会い、『ウッチャンナンチャンのやるならやらねば!』が出演者の死亡事故で打ち切り後、『とぶくすり』→『めちゃ²モテたいッ!』→『めちゃ²イケてるッ!』と着実にステップアップ。『めちゃイケ』はメンバーの不祥事で放送自体が危ぶまれたものの、2006年10月7日の放送で満10周年を迎えて『ひょうきん族』を上回り、さらに2016年10月8日には満20周年を迎え、土曜8時時間帯では『8時だョ!全員集合』の16年の記録を抜き大きく上回って最終的に番組は2018年3月31日まで21年半も続いた。
『はねるのトびら』では、『めちゃイケ』の監督格に相当する業務(演出・プロデュース)を部下である近藤真広に一任し、片岡自身は監修（2004年3月末までは、総指揮）という立場で番組に携わっている（が、2006年12月20日放送分と2007年1月3日のスペシャルはスタッフロールから消えていた）。
『めちゃイケ』での肩書・監督は番組内で演出だけでなく、いろいろな仕事に携わっている（演出プロデュース以外に、編集、ナレーション原稿作成、テロップ構成・デザイン作成等々）ことに由来。小西康弘プロデューサー異動後はプロデューサー業も兼務の総監督に。通常ならば「総合演出兼チーフプロデューサー」などのように表記されそうなところを、敢えて「総監督」と言った肩書きを使用しているところに、前述のような片岡の仕事に対するこだわりが垣間見られる。なお、他の番組においても、前述のように特番を除いて「プロデューサー」や「ディレクター」といった横文字の肩書きは原則として使用しておらず、「企画」、「監修」(スーパーバイザー)、「総指揮」（チーフプロデューサー)などを使用している。番組の編集作業には非常にストイックで、テロップを出すタイミングなど納得がいかない場合は寝食を忘れて何度もやり直しをする。数日の徹夜作業の後、番組放送直前まで編集作業をしていたこともあった。
上司だった三宅恵介の影響で、出演者やスタッフからの質問には、すべてについて合理的な説明（なぜこれを使うのか、なぜこれをやらなければいけないか等）ができるように番組作りをしており、それができないとテレビ番組は作ってはいけないという信念を持っている。
とてつもないSであり、めちゃイケのコーナーの一つだった「スモウライダー」に赤っ恥指令を下す声の主は片岡である。
2009年10月、人事異動による企画担当部長への昇進に伴い、『めちゃイケ』総監督の担当のうち演出業務を切り離して後進の戸渡和孝ディレクターに引き継ぎ、自らは企画統括(≒ゼネラルプロデューサー)に就任した。
2012年6月28日付で総合メディア開発コンテンツ事業局コンテンツ映像センター室長。
2014年6月27日付で編成制作局バラエティー制作センターチーフゼネラルプロデューサー。
2016年6月28日付で制作局第2制作センターチーフゼネラルプロデューサーを兼務。
2018年4月30日付でコンテンツ事業局コンテンツ映像センター室長を解かれ、第2制作室チーフゼネラルプロデューサー専任となる。
小西の異動以降、『めちゃイケ』では中嶋優一がプロデューサーに昇格するまでの約6年間、スタッフロール上ではプロデューサーが不在の状態が続いた。テレビ番組の製作現場においてプロデューサーが不在となる例は極めて珍しい（他に類似例として読売テレビで放送されていた『芸恋リアル』の制作担当者が、総合演出兼チーフプロデューサー1名と複数名のAPのみの、事実上プロデューサー不在の体制で制作されていたことがある程度である）。ただし、雑誌でのインタビュー記事や番組で起こした不祥事に対する謝罪文においては、「プロデューサー・片岡飛鳥」との肩書きを使用していたこともある。
2018年11月18日、「片岡飛鳥」を名乗るTwitterアカウントが「12月22日にめちゃイケが復活する」 旨のツイートを投稿し、広く拡散された。ところが、番組の構成を担当していた伊藤正宏が当該アカウントが偽物でありツイート内容も虚偽である事をツイートしたほか、フジテレビの企業広報室も取材に対して同様の否定をした。その後、当該のアカウントは削除された。
2022年、50歳以上を対象とした早期退職制度に応募していたことが分かった。その際、フジテレビを退社して制作プロダクションを立ち上げることが同年2月にスポーツニッポンによって報じられた。週刊文春は同年3月末をもって退職したと報じており、片岡本人もコメントで退職を認めている。
2022年6月10日 「とぶとりっぷ合同会社」を設立。

## 担当番組

### 現在

#### 特別番組
- アイカタ〜大切な人の【イイところ】撮ってきてください〜（NHK総合テレビ）（総監督、ディレクター）-　2024年4月7日、2024年10月14日放送
- めちゃ×2ユルんでるッ!（総監督。岡村との掛け合いのため、声のみの出演もする） - ネット放送「ゼロテレビ」内番組 （不定期放送）

### 過去
- 笑いの殿堂（AD）
- オレたちひょうきん族（AD）
- FNS27時間テレビ（企画統括、以前は制作）
  - FNSスーパースペシャル1億人のテレビ夢列島'91（BIG3コーナーAD）
  - 平成教育テレビ（ダウンタウンVsウッチャンナンチャン チーフAD）
  - '98FNS1億2700万人の27時間テレビ夢列島 流出!裏めちゃイケ!てれずにええこと（ディレクター）
  - FNS ALLSTARS27時間笑いの夢列島 裏めちゃイケ（プロデューサー）
  - FNS27時間テレビ 楽しくなければテレビじゃないじゃ〜ん!! めちゃ2オキてるッ! (2004年7月24日、25日放送)（総合演出）

※27時間テレビにおいては、2005年以後（2007年を除く）も監修として関与し、2008年は本部プロデューサーを担当。2015年には総監督(≒総合演出兼ゼネラルプロデューサー)を担当した。
- 夢で逢えたら（AD）
  - 夢の中から（ディレクター）
- 心はロンリー気持ちは「…」
- 森田一義アワー 笑っていいとも!（AD→ナインティナイン出演時のディレクター）
  - タモリと客との掛け合いで使う「そーですねー!」、拍手を応援団のように制止する「チャ、チャッチャッチャ」（明石家さんまも行う）は、AD時代の片岡の前説が発祥。
- ウッチャンナンチャンの誰かがやらねば!（AD）
  - ウッチャンナンチャンのやるならやらねば!（ディレクター）
- お笑い8年周期説
  - 新しい波（ディレクター）
    - とぶくすり（ディレクター）
    - 殿様のフェロモン（ディレクター）
      - 出演者に対する数々のドッキリ企画の報復として、ナイナイ岡村によって自宅の扉をバズーカ砲で破壊されたり、八木アナウンサー（当時）に愛車に口紅で落書きされた。最終回には実の母親が出演した。

    - とぶくすりZ（演出）
    - めちゃ²モテたいッ!（監督）
    - めちゃ²イケてるッ!（1996年10月19日(#1)から監督 →1998年8月22日(#74)〜2009年9月12日(#470)までと2016年7月30日(#679)〜8月6日(#680)は総監督 →2009年10月24日(#471)〜2012年6月23日(#553)まで企画統括 →2013年6月29日(#583)から2014年10月4日(#625)までコンテンツデザイン→2014年10月18日(#626)から再び企画統括→2017年10月14日(#711)から2018年3月31日(#728)まで再び総監督）

  - 新しい波8（監修）
    - はねるのトびら（監修、以前は総指揮）

  - 新しい波16（企画）
    - ふくらむスクラム!!（企画）
    - 1ばんスクラム!!（企画）

  - 新しい波24（企画統括）
- 年忘れソバ喰ってもちスペシャル しっかりせなあかんて! (1993年12月31日〜1994年1月1日放送)（中継担当ディレクター）
- ゲッパチ!UN アワーありがとやんした!?（ディレクター）
- 今田耕司のシブヤ系うらりんご
- 天使のU・B・U・G
- シャ乱Qの日本縦断!爆笑5000キロ!
- モーニング娘。13人がかりのクリスマス - ウェイバックマシン（2004年12月10日アーカイブ分） (2001年12月22日放送)（プロデューサー）
  - モーニング娘。のサルティンバンコにつれてって!!緊急中澤スペシャル (2001年3月31日放送)（プロデューサー）
  - モーニング娘。のキダムの国から2002、冬
- 新春かくし芸大会（2003年＆2004年、モーニング娘。演目）
- バラエティルーツの旅・あなたがいたから僕がいる 半世紀大感謝祭!! 第2夜（2009年、企画・プロデューサー）
- フジ算（企画統括）
- (株)世界衝撃映像社（企画）
- サタデー・ナイト・ライブ JPN（監修）
- ナダールの穴（企画統括）
- 東京風〜TOKYO WINDS〜（企画）
- ミタパンブー（企画統括）
- オモバカ8（企画統括）
- 初詣!爆笑ヒットパレード（制作・企画統括）
- 新春 鶴瓶大新年会（制作）
- ピカルの定理（企画、以前は企画統括）
- コンちゃんテンちゃん（企画）
- 深夜2:50に○○してみた「江頭2:50復活への挑戦」（演出） - インターネット配信
- 2014→2015 ツキたい人グランプリ〜ゆく年つく年〜（企画監修）
など
- 我が家 YouTubeチャンネル　『杉山の悪口を1000個いただくまで帰れない酒場』（演出）
- 567↑8〜読み方決めるのって古くない?〜（企画構成）

## 舞台
- 「スマシプ」（総合演出）
中居正広・草彅剛・香取慎吾主演
  - 片岡が演出で唯一関わった舞台。鈴木おさむ脚本、ディレクターに近藤真広ほか、多くのめちゃイケ制作スタッフが関わっていた。

## 元・片岡飛鳥班
- 戸渡和孝
2022年現在は編成制作局バラエティ制作センター室長。『めちゃ²モテたいッ!』→ 『めちゃ²イケてるッ!』のディレクターを担当。2009年10月からは総合演出を務めた。2021年6月までは部長。2022年6月までは編成制作局制作センター第2制作室局次長職・ゼネラルプロデューサー。
- 明松功
2020年頃には営業局首都圏営業センターローカル営業部企画担当部長。『めちゃ²イケてるッ!』ではAD→ディレクター→チーフプロデューサーを歴任した。 2022年のフジテレビ早期退職制度を片岡飛鳥同様利用して、2022年4月、電通の中尾孝年と組んで合同会社KAZA2NAを設立した。
- 中嶋優一
2023年現在は編成制作局編成部長。『めちゃ²イケてるッ!』ではAD→AP→プロデューサーを歴任した。2022年6月までは編成制作局第2制作室企画担当部長・チーフプロデューサー。2023年6月までは編成制作局バラエティ制作センター部長。
- 近藤真広
2020年現在は編成制作局制作センター第二制作室チーフプロデューサー。『めちゃ²イケてるッ!』では番組開始初期から終了までディレクターを担当。『はねるのトびら』では総合演出を務めた。
- 松本泰治（フリーディレクター、元アズバーズ所属、現LINGUS代表者）
- 北村要（フリーディレクター）
- 遠藤達也（STAYTUNED所属）
『めちゃ²イケてるッ!』『はねるのトびら』でディレクターを担当。
- 宮崎孝幸（STAYTUNED所属）
- 大平智恵（スクラッチ所属）
- 谷口大二
元吉田正樹→三宅恵介班所属。『めちゃ²イケてるッ!』でディレクターを担当した後、2009年にネットワーク局に異動、その後BSフジ編成部員を経て、2022年4月フジテレビに帰属。現在は『ネタパレ』のプロデューサーを担当。
- 北沢建一
元佐藤義和→吉田正樹班所属。『ダウンタウンのごっつええ感じ』『笑う犬の生活』のディレクターを担当していたが、演出を務めていた『感じるジャッカル』の終了後に片岡班に移籍。『めちゃ²イケてるッ!』のディレクターを担当した。
- 当麻晋三
『ふくらむスクラム!!』→ 『1ばんスクラム!!』演出。その後『ジャンクSPORTS』などを経て、2023年現在は『木7◎×部ほかを担当。
- 福山晋司
『ピカルの定理』演出。その後営業局営業推進センター営業推進部を経て、2022年現在は編成部所属。
- 日置祐貴
『ピカルの定理』ディレクター、『バチバチエレキテる』演出などを経て、2022年現在は『呼び出し先生タナカ』『IPPONグランプリ』ほかを担当。
- 北山拓
2022年現在は『ENGEIグランドスラム』、『ツギクル芸人グランプリ』を担当。
- 山田賢太郎
『はねるのトびら』末期のディレクター。『恋愛総選挙』『指原カイワイズ』『VS魂グラデーション』など経て、2023年現在は『何か“オモシロいコト”ないの?』『週刊ナイナイミュージック』を担当。
- 冨田直伸
『めちゃ²イケてるッ!』末期のディレクター。『新しい波24』→『AI-TV』などを経て、2022年現在は『トークィーンズ』ほかを担当。
- 飯村徹郎
元荒井昭博班。『笑っていいとも!』、『アイドリング!!!』の演出を担当していたが、片岡班に異動し、 『めちゃ²イケてるッ!』末期のプロデューサーを担当。番組内で岡村隆史が演じたE村Pのモデル。めちゃイケ担当後は業務推進室に異動し、『もしもツアーズ』プロデューサー、『ミライ☆モンスター』プロデューサーなどを経て現在はデジタルマーケティング推進部所属。
- 東中川遼太
EXITV、美少女クエストなどのプロデュ―スを担当。